# Hennaya
Hennaya (în arabă الحناية) este o comună din provincia Tlemcen, Algeria.
Populația comunei este de 33.356 de locuitori (2008).